# Mantar
Mantar est un groupe de sludge metal allemand, originaire de Hambourg. Au début de 2013, ils enregistrent eux-mêmes l'album Death by Burning qui est publié en février 2014 par le label Svart Records. En avril 2016, le groupe publie son deuxième album Ode to the Flame

## Biographie
Mantar est formé en 2012 par deux amis d'enfance, Hanno Klärhardt et Erinç Sakarya, originaires de Brême. Le nom du groupe signifie champignon en turc. Au début de 2013, ils enregistrent eux-mêmes l'album Death by Burning qui est publié en février 2014 par le label Svart Records. En 2014, le groupe participe au Roadburn Festival. La même année, Mantar est élu groupe du jour au journal britannique Moshville Times. 
Au début de 2016, ils annoncent une tournée européenne pour avril et mai. En avril 2016, le groupe publie son nouvel et deuxième album Ode to the Flame. Avant la sortie de l'album, ils publient trois extraits, leur dernier étant Praise the Plague. La même année, Mantar participe au festival Hellfest de Clisson, en France. Ils annoncent ensuite une tournée en soutien à l'album pour septembre en Amérique du Nord.

## Discographie

### Albums studio
- 2014 - Death by Burning (Mantar Records)
- 2016 - Ode to the Flame (Nuclear Blast)
- 2018 - The Modern Art of Setting Ablaze (Nuclear Blast)
- 2020 - Grungetown Hooligans II (Mini-album de reprises) (Brutal Panda Records)
- 2022 - Pain is Forever and This is the End (Metal Blade Records)
- 2025 - Post Apocalyptic Depression (Metal Blade Records)

### Compilations et Albums Live
- 2016 - St. Pauli Sessions (Sessions enregistrées Live à Die Wellenschmiede à Hambourg en février 2014) (Mantar Records)